# Els Plans
Els Plans egy falu Andorrában, a Canillo közösségben, a Ransol-völgyben. Els Plans lakónépessége 2011-ben 21 fő volt.